# Balzan FC
Balzan FC is een in 1937 als Balzan Youths FC opgerichte voetbalclub uit Balzan, Malta. De club speelt zijn thuiswedstrijden in het Ta' Qali Stadium. 
Na lang op het vierde en derde niveau gespeeld te hebben, promoveerde de club in 2001 voor het eerst naar de First Division en in 2003 naar de Premier League. In 2004 degradeerde de club meteen en in 2005 degradeerde de club opnieuw waardoor er weer op het derde niveau gespeeld werd. In 2009 bereikte de Balzan Youths weer de First Division en in 2011 promoveerde de club als kampioen weer naar de Premier League. In juni 2012 werd de huidige naam aangenomen. In 2015 plaatste Balzan zich voor het eerst in de geschiedenis voor een Europees toernooi, de UEFA Europa League 2015/16, en in 2018 kwam het voor het eerst een ronde verder.

## Nederlanders die bij Balzan FC spelen of speelden
- Suleiman Jalu
- Augustine Loof

## Erelijst
First Division (Malta)2011
Second Division (Malta)2009
Maltese voetbalbeker2019

## Balzan in Europa
#Q = #kwalificatieronde, T/U = Thuis/Uit, W = Wedstrijd, PUC = punten UEFA coëfficiënten .
Uitslagen vanuit gezichtspunt Balzan FC
| Seizoen | Competitie        | Ronde | Land                           | Club              | Totaalscore | 1e W    | 2e W       | PUC |
| ------- | ----------------- | ----- | ------------------------------ | ----------------- | ----------- | ------- | ---------- | --- |
| 2015/16 | Europa League     | 1Q    | Vlag van Bosnië en Herzegovina | FK Željezničar    | 0-3         | 0-2 (T) | 0-1 (U)    | 0.0 |
| 2016/17 | Europa League     | 1Q    | Vlag van Azerbeidzjan          | Neftçi Bakoe      | 2-3         | 0-2 (T) | 2-1 (U)    | 1.0 |
| 2017/18 | Europa League     | 1Q    | Vlag van Hongarije             | Videoton FC       | 3-5         | 0-2 (U) | 3-3 (T)    | 0.5 |
| 2018/19 | Europa League     | 1Q    | Vlag van Azerbeidzjan          | Keşlə FK          | 5-3         | 4-1 (T) | 1-2 (U)    | 2.0 |
|         |                   | 2Q    | Vlag van Slowakije             | Slovan Bratislava | 3-4         | 2-1 (T) | 1-3 (U)    | 2.0 |
| 2019/20 | Europa League     | 1Q    | Vlag van Slovenië              | NK Domžale        | 3-5         | 3-4 (T) | 0-1 (U)    | 0.0 |
| 2023/24 | Conference League | 1Q    | Vlag van Slovenië              | NK Domžale        | 5-4         | 4-1 (U) | 1-3 nv (T) | 1.5 |
|         |                   | 2Q    | Vlag van Wit-Rusland           | Neman Grodno      | 0-2         | 0-2 (U) | 0-0 (T)    | 1.5 |

Totaal aantal punten voor UEFA coëfficiënten:5.0
Zie ook
- Deelnemers UEFA-toernooien Malta
- Ranglijst van alle clubs die in de diverse Europa Cups zijn uitgekomen

## Externe link

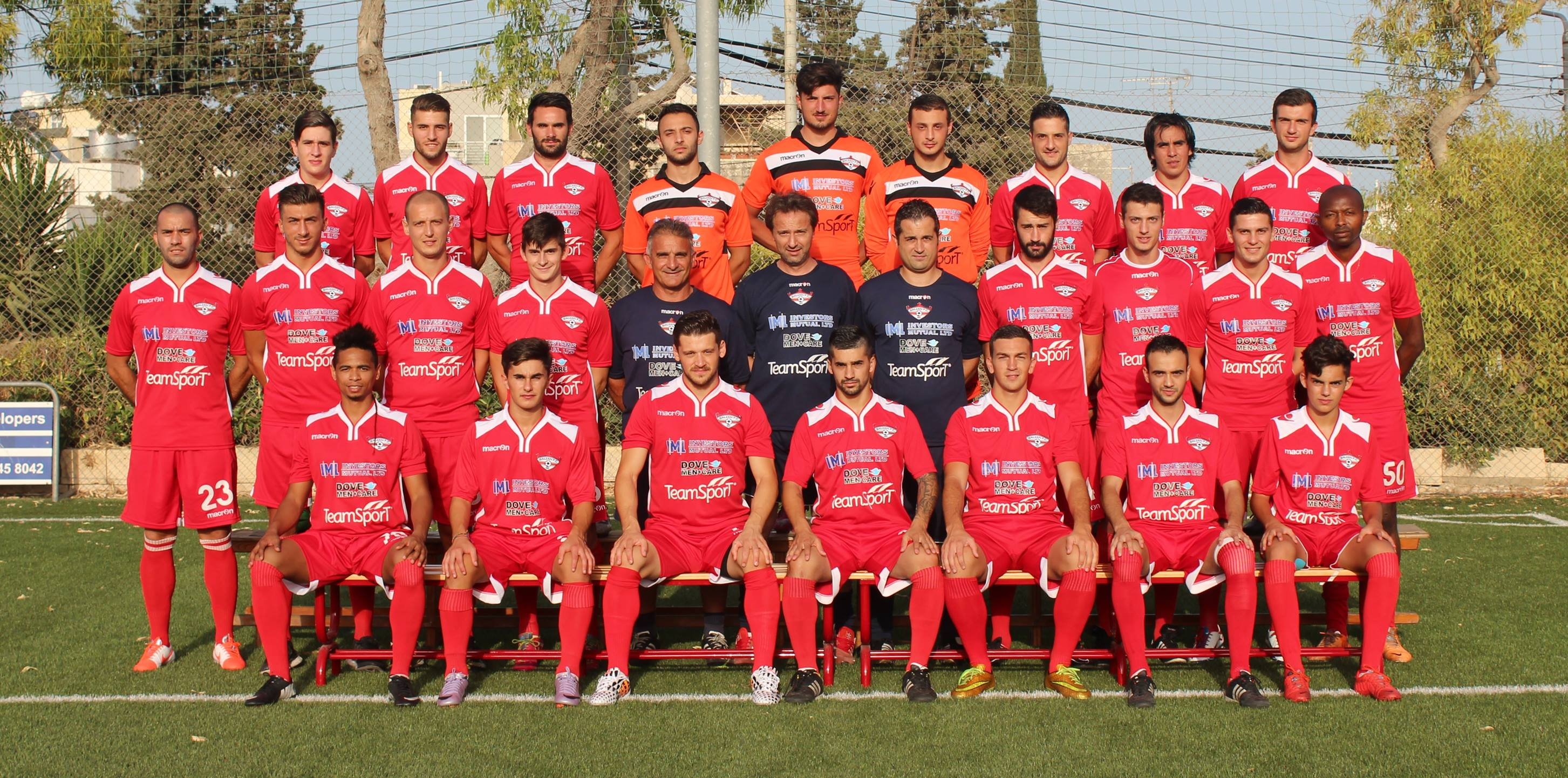
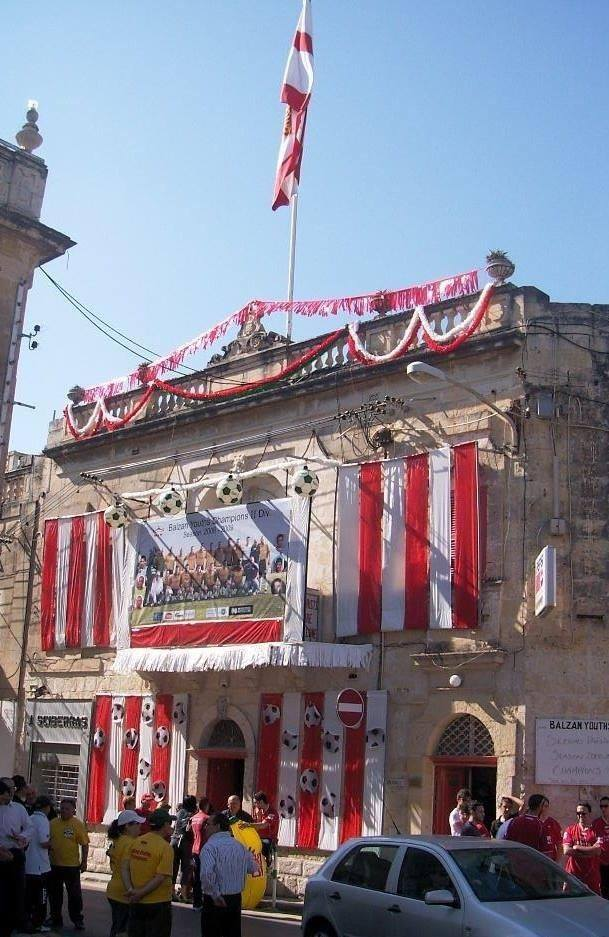
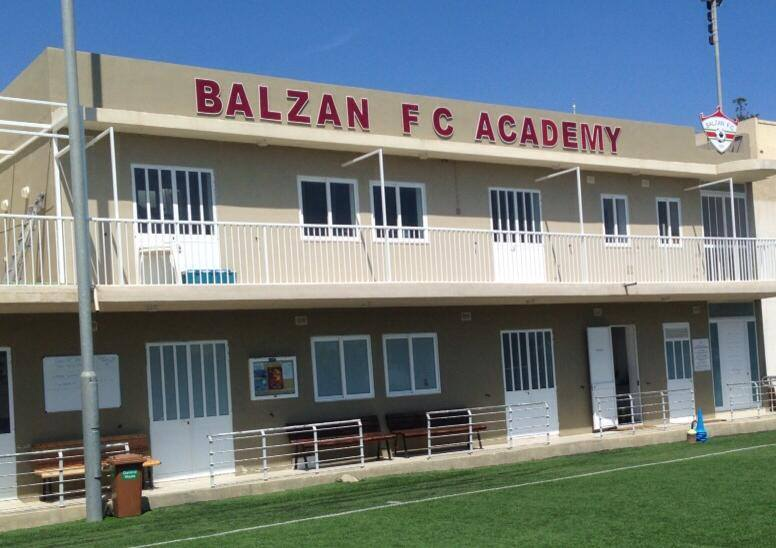